# Casa Campaña
Casa Campaña és una obra racionalista de Ribes de Freser (Ripollès) inclosa a l'Inventari del Patrimoni Arquitectònic de Catalunya.

## Descripció
Casa situada en un terreny amb un fort pendent a 1.400 metres d'altitud. S'organitza a partir de dos cossos principals, separats entre ells per un cos de menor mida que inclou l'entrada. El cos de llevant és de planta quadrada i alberga la zona diürna, un espai interior unitari. Pel que fa al cos de ponent, aquest allotja els dormitoris i es recolza damunt una plataforma. Les cobertes són en aiguavés i acaben d'accentuar l'autonomia de cada cos, les quals juntament amb les obertures i els revestiments, reforcen Ia tensió entre els dos volums.

## Història
La casa Campanyà va ser dissenyada per l'arquitecte Josep Maria Sostres. En aquesta recupera una tipologia d'habitatge unifamiliar ja experimentada prèviament: les teulades sense carener i l'articulació de l'edifici en cossos diferenciats.